# Ropalidia bicolorata
Ropalidia bicolorata är en getingart som beskrevs av Vecht 1962. Ropalidia bicolorata ingår i släktet Ropalidia och familjen getingar.

## Underarter
Arten delas in i följande underarter:
- R. b. parvula
- R. b. shira